# نيك كونينغهام
نيك كونينغهام (بالإنجليزية: Nick Cunningham)‏ هو متزلج جماعي أمريكي، ولد في 8 مايو 1985 في لوس غاتوس في الولايات المتحدة.

## وصلات خارجية
- الموقع الرسمي
- نيك كونينغهام على موقع الاتحاد الدولي لألعاب القوى (الإنجليزية)
- نيك كونينغهام على موقع IBSF (الإنجليزية)
- نيك كونينغهام على موقع اللجنة الأولمبية الدولية (الإنجليزية)
- نيك كونينغهام على موقع أوليمبيديا (الإنجليزية)
- نيك كونينغهام على موقع اللجنة الأولمبية والبارالمبية الأمريكية (الإنجليزية)